# Gunnar von Heideken
Gunnar von Heideken, född 11 augusti 1874 i Attmar, Västernorrlands län, död 27 maj 1941 i Danderyd, var en svensk redaktör.

## Biografi
Gunnar von Heideken var elev vid Kalmar högre allmänna läroverk (nuvarande Stagneliusskolan) och läste vidare vid Uppsala universitet där han tog jur. fil. examen 1894. Han var medarbetare på Hernösands-Posten 1899–1900, Svenska Telegrambyrån (Göteborgsfilialen 1900, Malmöfilialen 1900–1904), Göteborgs Morgonpost 1904–1907 och Svenska Dagbladet 1909–1919. Han blev 1904 medlem av Publicistklubben. Han var 1922–1934 tjänsteman i Stockholms rådhusarkiv (nuvarande Stockholms stadsarkiv).
På Etnografiska museet i Stockholm finns ett 10-tal föremål från Olof Liljewalchs (1888–1923) och Otto Thulins (1886–1959) expedition 1912 till Brittiska Guyana och Roraima-området i gränstrakten mellan Brasilien och Venezuela, förvärvade från Heideken efter Liljewalchs död.

## Publikationer
- J. Cederlunds söner : några minnesord i anledning av hundraårsjubileet. Stockholm: Tullberg. 1922. Libris 1474947
- Register till Växiö stifts herdaminne / af Arcadius, Franzén, Zetterqvist och Virdestam ; utarbetat af Gunnar von Heideken. 1938. Libris 7l59xtls5tlfkf13

## Familj
Gunnar von Heideken var son till skogsingenjör Johan Fredrik von Heideken (1835–1907) och Julia Karolina Kristina Wetterstedt (1838–1909). Han gifte sig 1916 med Eva Theresia Liljewalch (1869–1959), syster till Olof Liljewalch (1888–1923).